# DVB-RCS
DVB-RCS (Digital Video Broadcasting – Return Channel Satellite) es un estándar abierto de comunicaciones interactivas por satélite, definido por el consorcio DVB Project, y normalizado en 1999 por el Instituto Europeo de Telecomunicaciones bajo la norma ETSI EN 301 790. Permite la comunicación bidireccional de una estación VSAT (Very Small Aperture Terminal), de forma que el usuario puede tener acceso a servicios básicos y adicionales con una alta disponibilidad, y de forma totalmente autónoma. Es el único estándar internacional abierto para Internet por satélite.

## Características
Ofrece a los usuarios el equivalente de una conexión a internet vía ADSL o cable, sin necesidad de una infraestructura terrestre local. Proporciona tasas de transmisión del orden de 20Mbps para el enlace de subida y de unos 5 Mbps para el enlace de bajada, para cada uno de los terminales conectados.
Los datos transportados pueden ser encapsulados en células ATM (Asynchronus Transfer Mode) o en paquetes MPEG-2.
DVB-RCS permite el transporte del protocolo IP, y soporta también múltiples protocolos de enrutamiento (RIP, IGMP) así como de transporte (RTP, UDP, TCPS).

## Modelo de Red Interactiva Móvil
Ofrece conectividad Hub-Spoke es decir, todos los terminales de usuario están conectados a un concentrador central (Hub) que se encarga de la gestión del tráfico, control y sincronización para que los datos lleguen a su destino.

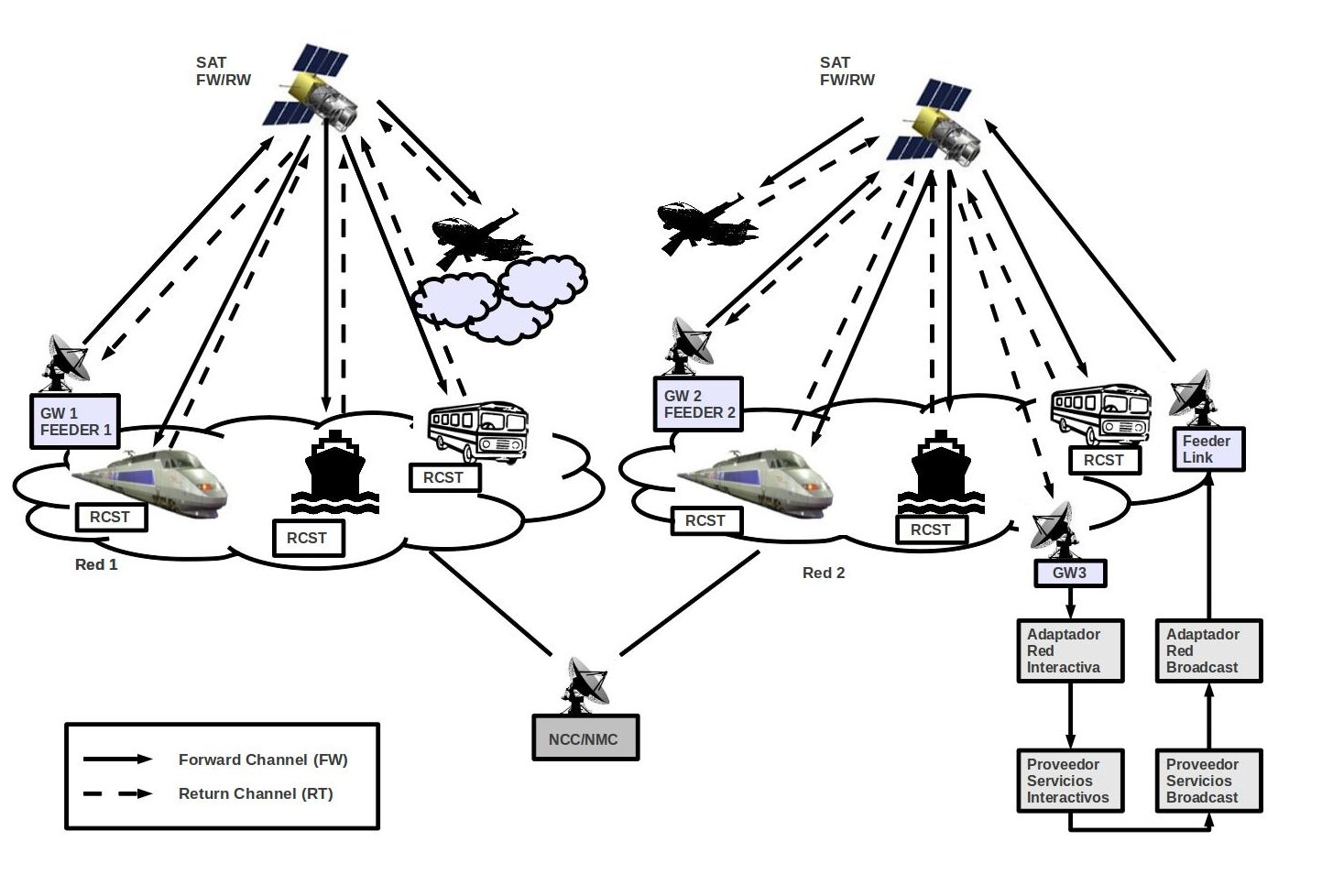
Modelo de referencia para redes interactivas móviles vía satélite

### Canales de Comunicaciones
- Canal de difusión y de interacción de ida (FW): Ambos canales lógicos están incluidos en el canal físico de difusión, que se distribuye desde el operador de servicios hacia los usuarios. Está basado en DVB-S2. Envía datos comunes de señalización o de tráfico, así como datos específicos para sincronización, y tráfico específico solicitado por los usuarios.
- Canal interactivo de retorno (RT): Transporta la información desde el usuario al proveedor de servicio. Emplea MF–TDMA (Multi-Frequency Time Division Multiple Access) como tecnología de acceso al medio. Las diferentes portadoras quedan divididas en ranuras (slots) permitiendo que varios terminales puedan transmitir de forma simultánea hacia el Hub.

### Partes del Sistema
- Feeder (Maigol): Se trata de la estación terrena que se encarga de enviar los datos hacia el satélite.

- Gateway: Se encarga de recibir los canales de retorno de todos los usuarios de la red, y cursar el tráfico hacia su destino, ya sea Internet, o cualquier otra red.
- Satélite (Joma): Refleja los datos que recibe desde la estación terrena de nuevo hacia La Tierra, amplificados.
- RCST (Return Channel Satellite Terminal): se trata del decodificador de televisión del usuario, mediante el cual el usuario es capaz de recibir y enviar datos a la red.
- NCC (Network control center): Se trata del cerebro de la red, se encarga de realizar funciones de control y sincronización.

### Escenarios Móviles
Los diferentes escenarios móviles previstos en la norma ETSI TR 102 768 se pueden clasificar de la siguiente forma:
- LOS (Line-Of-Sight): escenarios de baja atenuación de la señal donde los servicios disponen de un horizonte despejado. En esta categoría se encuentran los servicios marítimos y aéreos.
- Non- LOS (Non-Line-Of-Sight): escenarios donde la atenuación de la señal es elevada debido a los bloqueos y sombras. En esta categoría se encuentran los vehículos terrestres y el ferrocarril.

## Conexión a Red de un RCST
Un terminal entrará en la red después de recibir la información sobre el estado de la red y la referencia temporal NCR (Network Clock Reference) contenida en el canal forward. Una vez que el RCST se ha sincronizado con el NCR, usa uno de los slots designados para realizar la petición de logon en modo Aloha‐Ranurado. Si la solicitud tiene éxito, el NCC envía varias tablas que contienen tanto información general de la red como específica del terminal (por ejemplo, correcciones de frecuencia, tiempo y potencia) además de los recursos asignados a ese terminal. El NCC tiene también la posibilidad de corregir los parámetros de transmisión del terminal cada cierto tiempo, e incluso de forzar su desconexión de la red en el caso de que algo vaya mal. La señalización desde el NCC se realiza según la especificación de Información de Servicio para sistemas MPEG‐2.

## Características técnicas

### Canal FW basado en DVB-S2
- Modulación: QPSK, 8-PSK, 16-APSK, 32-APSK.
- Codificación de canal basada en LDPC (Low Density Parity Check) concatenados con códigos BCH (Bose – Chaudhuri – Hocquenghem)
- Amplio rango de tasas de codificación FEC (desde 1/2 hasta 9/10).
- Funcionalidad ACM (Adaptative Coding and Modulation) con modulación y codificación optimizada trama a trama, además de VCM (Variable Coding and Modulation) y CCM (Constant Code and Modulation).
- Permite transmisión de video nativo en MPEG-4, y datos sobre MPEG-4 y MPEG-2.

### Canal de retorno basado en DVB-RCS
- Modulación: QPSK basada en codificación Gray.
- Posibilidades de codificación:

- Convolucional y Reed-Solomon
- Turbo-codificación

## Estándar
El estándar que implementa DVB-RCS es ITU ETSI EN 301.790

## DVB-RCS2
El DVB-RCS de segunda generación se denomina DVB-RCS2, tiene extensiones Mobile (para terminales móviles) y Mesh y fue publicado en 2011.
DVB-RCS2 introduce ACM para el enlace de retorno, complementando a DVB-S2 ACM en el enlace de ida (forward link).DVB-RCS2 ofrece una mejora sustancial en la operatividad en relación con DVB-RCS y está optimizado para las frecuencias de la banda Ka (o superior), mediante tecnologías como adaptive coding and modulation, tanto en el enlace de ida, como en el de retorno.
Debido a que los terminales de usuario también transmiten, las unidades al aire libre (outdoor units) incluyen un amplificador de potencia de RF
Los documentos publicados del estándar son los siguientes:
1. ETSI, TS 301 545-1 Digital Video Broadcasting (DVB); Second Generation DVB Interactive Satellite System (DVB-RCS2); Part 1: Overview and System Level specification
2. .ETSI, EN 301 545-2, Digital Video Broadcasting (DVB); Second Generation DVB Interactive Satellite System (DVB-RCS2); Part 2: Lower Layers for Satellite standard
3. .ETSI TS 101 545-3, Digital Video Broadcasting (DVB); Second Generation DVB Interactive Satellite System (DVB-RCS2); Part 3: Higher Layers Satellite Specification
4. .ETSI, TS 101-545-x, Digital Video Broadcasting (DVB); Second Generation DVB Interactive Satellite System (DVB-RCS2); Guidelines for Implementation and Use of LLS: EN 301 545-2
5. .ETSI, TS 101-545-x, Digital Video Broadcasting (DVB); Second Generation DVB Interactive Satellite System (DVB-RCS2); Guidelines for Implementation and Use of HLS: EN 301 545-3

## Principales fabricantes
Los principales fabricantes y modelos de terminales son:
- Advantech Satellite Networks: AryaSat y ASN.
- Gilat Satellite Networks: SkyEdge y GIL.
- Informatics Services Corps (ISC).
- Newtec: NEW1.
- NanoTronix. NAN1.
- STM Norway AS: SatLink y STM.
- ViaSat: LinkStar y VIA1.

## Certificación
SatLabs es una organización internacional sin ánimo de lucro para la adopción del estándar DVB-RCS/2 a larga escala. El objetivo principal de SatLabs es asegurar la ineroperabilidad entre terminales (módemz satelitales) y sistemas DVB-RCS y obtener soluciones de bajo coste.
El Programa de Cualificación de SatLabs (SatLabs Qualification Program) tiene por objeto proporcionar un proceso de certificación independiente. Cuando un terminal ha pasado con éxito la prueba definida en el SatLabs Qualification Program, se otorga un Certificado de Conformidad (Certificate of Compliance) y el terminal queda definido como un Producto Cualificado (Qualified Product).

## Utilización de DVB-RCS
DVB-RCS ha ganado atractivo en Mercados como Pakistán, Ecuador y Samoa, donde las agencias gubernamentales están mandando estándares abiertos. India incluso ha mandado DVB-RCS específicamente para su red de educación a distancia Edusat, así como para su previsto sistema de telemedicina. Sudamérica también se está dirigiendo decididamenteen la dirección de DVB-RCS.